# Viașu
Viașu – wieś w Rumunii, w okręgu Mehedinți, w gminie Pătulele. W 2011 roku liczyła 534 mieszkańców.